# Robert Hamilton, 13. Lord Belhaven and Stenton
Robert Anthony Carmichael Hamilton, 13. Lord Belhaven and Stenton (* 27. Februar 1927; † 2. Dezember 2020) war ein britischer Peer und Politiker.

## Leben
Er war der Sohn des Robert Hamilton, 12. Lord Belhaven and Stenton aus dessen erster Ehe mit Heather Mildred Carmichael Bell († 1992). Väterlicherseits entstammte er einer Linie der Familie Hamilton.
Er besuchte das Eton College und leistete Militärdienst als Lieutenant bei den Cameronians (Scottish Rifles) der British Army.
Beim Tod seines Vaters erbte er 1961 dessen Titel als 13. Lord Belhaven and Stenton. Mit dem Titel war seit dem Peerage Act 1963 ein Sitz im britischen House of Lords verbunden. Er verlor den Parlamentssitz als dessen Erblichkeit mit dem House of Lords Act 1999 abgeschafft wurde.
1995 wurde er als Komtur des Verdienstordens der Republik Polen ausgezeichnet.
Er war dreimal verheiratet, wurde zweimal geschieden und hatte insgesamt vier Kinder.